# جودی هایس
جودی هایس (انگلیسی: Jody Hice؛ زادهٔ ۲۲ آوریل ۱۹۶۰) مجری رادیو، فعال سیاسی و روحانی بپتیست جنوبی اهل ایالات متحده آمریکا است. هایس در انتخابات نوامبر ۲۰۱۴ به عنوان نماینده حوزه دهم جورجیا در مجلس نمایندگان آمریکا برگزیده شد.
نظرات هایس در کتابش در خصوص اسلام باعث جلب توجه رسانه‌ای شد. هایس در این کتاب اسلام یک ساختار ژئوپولیتیکی است نه یک دین و به این دلیل واجد حفاظت‌های آزادی دینی مندرج در متمم اول قانون اساسی آمریکا نیست.